# Cunonia alticola
Cunonia alticola är en tvåhjärtbladig växtart som beskrevs av André Guillaumin. Cunonia alticola ingår i släktet Cunonia och familjen Cunoniaceae. Inga underarter finns listade i Catalogue of Life.